# Naboj boje
Naboj boje ili samo boja u fizici elementarnih čestica svojstvo je kvarkova i gluona zbog kojeg oni međudjeluju jakom nuklearnom silom. Taj naboj u kvantnoj kromodinamici (QCD) igra analognu ulogu električnom naboju u kvantnoj elektrodinamici (QED), ali zbog činjenice da je QCD matematički složenija od QED, postoji mnogo tehničkih razlika. Valja napomenuti da "boja" kvarkova i gluona nema veze s vizualnom percepcijom boje, nego se samo koristi kao oznaka ili skriveni kvantni broj jer se naboj boje pojavljuje u tri vrste (analogno trima osnovnim bojama).

## Motivacija
Naboj boje prvi je predložio Oscar W. Greenberg 1964. da bi objasnio kako tri kvarka iste vrste i istih spinova mogu koegzistirati u istom barionu unatoč načelu isključenja. Svakome od tri kvarkova u barionu su pridružene tri različite boje, nazvane crvena, zelena i plava (što nema veze s bojama koje se vizualno percipiraju, nego je samo stvar oznake), a kvarku i antikvarku u mezonu su pridružene boja i anti-boja (primjerice crvena i anti-crvena). Koncept se ispostavio korisnim i doveo je do razvitka QCD u 1970-ima, koja je danas sastavni dio Standardnog modela.

## "Boje" kvarkova
Još niti u jednom pokusu, ma koliko se velika energija koristila kako bi se razbili protoni ili neutroni, nije primijećen izolirani kvark. Što to sprječava kvarkove da izađu iz bariona? 
Odgovor na ovo pitanje pronađen je u teoriji "boja". Kada su prije par stotina godina otkrivene dvije vrste električnog naboja fizičari su dobili zadatak da novootkriveno svojstvo materije izraze pomoću matematike koju su poznavali. Idealno rješenje je pronađeno u pozitivnim i negativnim brojevima. Jednoj vrsti naboja pridružen je pozitivan predznak, a drugoj vrsti negativan. U slučaju kada se iste količine pozitivnog i negativnog naboja spoje one se ponište i rezultat je neutralna materija, odnosno matematički gledano nula. Budući da se pozitivni i negativni naboji privlače, da bi ih se razdvojilo potrebno je uložiti energiju. Na sličan način pokušalo se objasniti i međusobno privlačenje kvarkova. Prva prepreka na koju su znanstvenici naišli bila je činjenica da se u barionima ne nalaze dva kvarka, kojima bi bilo lako dodijeliti plus i minus, već tri kvarka. Tako je uveden model "boja".
Za uvođenje ovog modela iskorištena je činjenica da zdravo ljudsko oko jasno razlikuje 3 osnovne boje: crvenu, plavu i zelenu. Tako je svakom kvarku dodijeljen jedan naboj boje i utvrđeno je da se različite boje "drže zajedno", odnosno utvrđeno je pravilo da u prirodi ne može postojati obojena kombinacija kvarkova. Dakle, nemoguće je izvući jedan kvark iz protona jer jedan kvark ima boju. On može postojati samo združen u česticu u kojoj se nalazi još kvarkova koji tu njegovu boju poništvaju. To znači da će 3 kvarka u protonu imati plavu, crvenu i zelenu boju, dok će njihova kombinacija dati neutralnu, odnosno bijelu boju. 
Svakako treba napomenuti da ovo nisu stvarne boje. Isto kao što ponekad protonu dodijelimo oznaku "+" kako bismo naznačili da se radi o pozitivno nabijenoj čestici iako znamo da na pravom protonu ne piše nikakav plus, isto tako i kvarkovi u prirodi nemaju pravu boju. Radi se o tome da svojstvo kvarkova, nazvano boja, ima slična svojstva sa stvarnim bojama i da se kvarkovi u hadronima na taj način mogu zgodno opisati.
No, što je s mezonima, s česticama koje se sastoje od jednog kvarka i jednog antikvarka? Ako kvark ima zelenu boju, tada antikvark mora biti antizelen, dakle mora imati sve boje osim zelene, a to su u ovom slučaju crvena i plava koje miješanjem daju ljubičastu boju. Svaki kvark će imati jednu od tri boje, dok će svaki atikvark imati jednu od tri antiboje. Za razliku od električnih naboja gdje uvijek znamo da je proton pozitivan, a elektron negativan, bilo koja pojedina vrsta kvarka može imati bilo koju od tri boje. U svakoj čestici koju čine kvarkovi njihove boje se stalno mijenjaju tako da jedan kvark u jednom trenutku može biti plav, a već u drugom zelen. Jedino ograničenje u ovome je da u svakom trenutku cjelokupna čestica mora biti neutralna, odnosno bijela. Ako je jedan kvark crven, ostala dva moraju biti plavi i zeleni. Ako crveni promjeni boju u plavo, kvark koji je do tada bio plav mora promijeniti boju u crveno.
Sve ovo još ne objašnjava kako to priroda sprečava da se kvark otkine iz protona, ili neke druge čestice. Kolika god sila bila između kvarkova u protonu, uvijek postoji neka količina energije koju možemo dovesti kako bi se razbio proton. Što se događa s protonom kada se ta granica postigne? Ako se protonu dovede dovoljna količina energije u nastojanju da se proton razbije na svoje graditelje (konstituente), kvarkovi će se zaista početi razdvajati, ali u trenutku "pucanja" protona ta će se energija iskoristiti za stvaranje još kvarkova. Na primjer, ako iz protona izleti crveni kvark, iz energije koja je iskorištena za razbijanje protona nastat će novi crveni kvark koji će protonu nadomjestiti onog kojeg je upravo izgubio, dok će se uz taj crveni kvark materijalizirati jedan anticrveni kvark i tako će se stvoriti mezon. Dakle, da bi se proton razbio potrebno je uložiti određenu energiju, a kad uložimo tu energiju ona će se iskoristiti da se iz "ničega" stvori još kvarkova koji će se prilijepiti na one koji su izletjeli iz protona, i opet ćemo umjesto slobodnih kvarkova imati nakupine od dva ili tri kvarka.
U posljednjih pola stoljeća pronađeno je na stotine čestica koje se sastoje od dva ili tri kvarka, međutim, sve su one vrlo nestabilne i raspadaju se vrlo brzo nakon nastanka u ubrzivačima čestica (akceleratorima). Stoga nije ni čudno da je gotovo sva poznata materija u svemiru sastavljena od protona i neutrona koji su puno stabilniji.

## Poveznice
- Barion
- Fermi-Diracova statistika
- Gluon
- Hadron
- Kvantna mehanika
- Kvark
- Mezon